# Hemne
Hemne este o comună din provincia Sør-Trøndelag, Norvegia.